# Lorena (Brasil)
Lorena es un municipio brasileño del estado de São Paulo, localizado a una latitud de 22°43'51" sur y a una longitud de 45°07'29" oeste, estando a un a altura de 524 metros sobre el nivel del mar. Tiene una población de 87.584 habitantes (estimativas IBGE/2016), una superficie de 413 km² y una densidad demográfica de 209,6 hab./km².

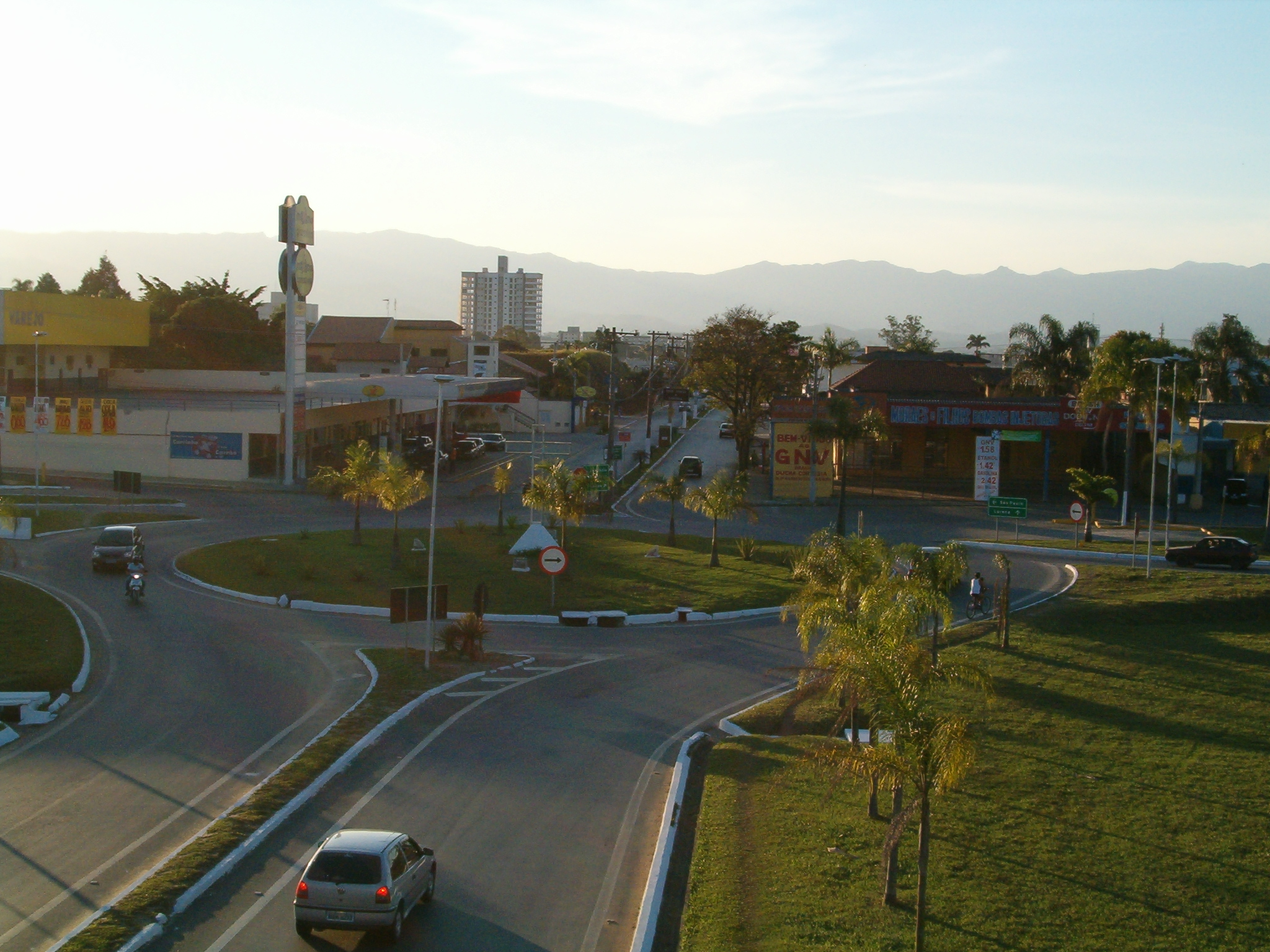